# Gemeenschap van Lipovaanse Russen in Roemenië
De Gemeenschap van Lipovaanse Russen in Roemenië (Roemeens: Comunitatea Ruşilor Lipoveni din România) of CRLR is een Roemeense politieke partij van een etnische minderheid. Dankzij het unieke Roemeense recht, is de partij verzekerd van ten minste één zetel in de Kamer van Afgevaardigden. Voorman van de partij is Miron Ignat.
Alliantie van Liberalen en Democraten · Alliantie voor de Unie van Roemenen · Democratisch-Liberale Partij · Democratische Unie van Hongaren in Roemenië · Groot-Roemeniëpartij · Humanistischekrachtpartij · Nationale Democratische Partij · Nationaal-Liberale Partij · Nationale Christen-Democratische Boerenpartij · Nationale Unie voor de vooruitgang van Roemenië · Nieuwegeneratiepartij · Nieuwe Republiek · Noua Dreaptă · M10 · Partij Verenigd Roemenië · Red Roemenië-Unie · Roemeense Sociale Partij · Sociaaldemocratische Partij · Partijen van etnische minderheden · Volksbewegingspartij